# آیزندورف
آیزندورف (به آلمانی: Eisendorf) یک شهر در آلمان است که در رندسبورگ-اکرنفورده واقع شده‌است.
 آیزندورف  ۳۱۰ نفر جمعیت دارد.